# Kassandra Luck
Kassandra Luck (* 19. September 1993) ist eine ehemalige Schweizer Unihockeyspielerin. Sie stand während ihrer Karriere für den UHC Zugerland, Zug United sowie den UHC Kloten-Dietlikon Jets auf dem Feld.

## Karriere

### Verein
Luck begann ihre Karriere im Alter von 11 Jahren bei den Hardsticks Adliswil. 2008 wechselte sie in den Nachwuchs von Zug. Ein Jahr später debütierte sie in der ersten Mannschaft des UHC Zugerland in der Nationalliga B.
2012 erfolgte der Wechsel von der Nationalliga B in die Nationalliga A zu Zug United. Bereit in ihrer ersten Saison bei Zug wurde sie viel eingesetzt und erzielte insgesamt sieben Scorerpunkte. In der kommenden Saison konnte sie ihre Leistungen bestätigen. 2014/15 konnte sie ihre Werte verbessern und konnte neun Tore und sechs Assist verbuchen. Seither ist die Offensivspielerin konstant und zählt zu den wichtigsten Scorerinnen im Kader von Zug United.
Am 10. April 2017 gab der Sportchef von Dietlikon, Sascha Brendler, die Verpflichtung der Stürmerin auf die Saison 2017/18 bekannt. Im Februar 2018 gab der UHC Dietlikon bekannt, dass sie für eine weitere Saison für den Verein aus dem Kanton Zürich auflaufen wird. Im Frühjahr 2021 beendete Luck ihre Karriere.

### Nationalmannschaft
2011 debütierte sie in der U19-Unihockeynationalmannschaft der Schweiz bei der Euro Floorball Tour. Ein Jahr später nahm sie mit der U19 an der Weltmeisterschaft teil. Dabei wurde sie in fünf Partien eingesetzt und erzielte einen Assist.